# Det sidste paradis på jord
Det sidste paradis på jord er en færøsk film fra 2025, der er instrueret af Sakaris Stórá. Filmen er et coming-of-age-drama om Kári, der arbejder på en fiskefabrik, mens verden omkring ham forandrer sig.

## Handling
Filmen er et færøsk drama om identitet, afsavn og længsel. De to søskende Kári og Silja bor i en lille færøsk landsby. Deres mor er lige død, og Kári søger trøst i sit arbejde på en fiskefabrik, mens Silja har svært ved at koncentrere sig om at gøre sin skole færdig, og deres far stikker til havs på en fiskerbåd. Fabrikken er truet af lukning, og Káris venner søger bort fra øen, men han vælger selv at blive for sin egen og sin søsters skyld.

## Medvirkende
- Sámal H. Hansen som Kári
- Bjørg B. Egholm som Silja
- Bjørn M. Mohr som Reign
- Esther á Fjallinum som Elin

## Modtagelse
I Berlingske gav anmelderen Thomas Brunstrøm filmen fire stjerner og kaldte filmen et meget fint, lavmælt drama om at navigere i det liv, man nu engang er blevet tildelt. I Information mente Lone Nikolajsen, at filmen var et solidt og fintfølende stykke socialrealisme med "en temmelig konventionel rollefordeling mellem mænd og kvinder, hvad angår forvaltningen af følelsesmæssigt virvar". I Filmmagasinet Ekko kaldte Kjartan Hansen den for en sanselig og rørende coming of age-fortælling med smukke færøske naturbilleder i baggrunden, og tildelte den fem stjerner.